# Hexabunus armillatus
Genre
Espèce
Synonymes
- Gonyleptes armillatus Butler, 1873

Hexabunus armillatus, unique représentant du genre Hexabunus, est une espèce d'opilions laniatores de la famille des Ampycidae.

## Distribution
Cette espèce est endémique d'Équateur. Elle se rencontre dans les provinces de Tungurahua et de Pastaza.

## Description
Le mâle décrit par Roewer en 1913 mesure 10 mm et la femelle 8 mm.

## Systématique et taxinomie
Cette espèce a été décrite sous le protonyme Gonyleptes armillatus par Butler en 1873. Elle est placée dans le genre Hexabunus par Roewer en 1913.
Ce genre a été décrit par Roewer en 1913 dans les Gonyleptidae. Il est placé dans les Ampycidae par Benavides, Pinto-da-Rocha et Giribet en 2021.

## Publications originales
- Butler, 1873 : « A monographic list of the species of the genus Gonyleptes, with descriptions of three remarkable new species. » Annals and Magazine of Natural History, sér. 4, vol. 11, p. 112–117 (texte intégral).
- Roewer, 1913 : « Die Familie der Gonyleptiden der Opiliones-Laniatores. » Archiv für Naturgeschichte, sér. A, vol. 79, no 4, p. 1–256 (texte intégral).